# Tadeusz Franciszek Ogiński
Tadeusz Franciszek Ogiński z Kozielska herbu własnego (ur. 26 sierpnia 1712, zm. 25 listopada 1783 w Mołodecznie) – pisarz wielki litewski od 1737 roku,  kasztelan trocki w latach 1744-1770, wojewoda trocki 1770-1783, starosta oszmiański (od 1740 roku) i przewalski, szef chorągwi petyhorskiej królewicza w 1738 roku, regimentarz partii białoruskiej Armii Wielkiego Księstwa Litewskiego w 1740 roku,  regimentarz partii żmudzkiej w latach 1744–1745, pułkownik chorągwi petyhorskiej Najjaśniejszego Królewicza Fryderyka w 1760 roku.

## Życiorys
Był posłem witebskim na sejm 1732 roku. Jako poseł na sejm konwokacyjny 1733 roku z powiatu brasławskiego był członkiem konfederacji generalnej zawiązanej 27 kwietnia 1733 roku na tym sejmie. W 1733 podpisał elekcję Stanisława Leszczyńskiego i czynnie stawał w jego obronie jako członek konfederacji dzikowskiej. Po abdykacji monarchy, na sejmie pacyfikacyjnym w 1736 jako poseł powiatu witebskiego uznał Augusta III. Poseł brasławski na sejm 1738 roku. Poseł oszmiański na sejm 1740 roku, na którym pełnił funkcję marszałka. 
W 1764 roku był członkiem konfederacji Wielkiego Księstwa Litewskiego, podpisał elekcję Stanisława Augusta Poniatowskiego z województwem trockim, jako delegat od Rzeczypospolitej do pacta conventa, podpisał je.. Członek Komisji Skarbowej Wielkiego Księstwa Litewskiego w 1765 roku. Członek Rady Nieustającej w latach 1776–1778, członek Departamentu Wojskowego Rady Nieustającej w 1777 roku. 
Pochowany w Kaplicy Bożego Ciała Kościoła św. Jana Chrzciciela i św. Jana Ewangelisty w Wilnie. Portret Tadeusza Ogińskiego znajduje się we dworze w Ladzinie koło Rymanowa.

## Odznaczenia
- Kawaler Orderu Orła Białego (1742).
- Kawaler Orderu Świętego Stanisława (1765)[11].